# 中国人民政治协商会议襄阳市委员会
中国人民政治协商会议襄阳市委员会（简称政协襄阳市委员会、襄阳市政协），是中国人民政治协商会议在湖北省襄阳市的地方组织，其主要职能是政治协商、民主监督、参政议政。

## 沿革
中华人民共和国成立后至文化大革命结束，襄阳地区未设置政协组织，有关事务由中共襄阳地委统战部办理。
1950年6月9日至12日，召开襄樊市第一届各界人民代表会议，选举产生襄樊市第一届各界人民代表会议协商委员会，作为闭会期间的常设机构。
1956年3月11日至14日，召开中国人民政治协商会议襄樊市第一届委员会第一次会议，标志着中国人民政治协商会议襄樊市委员会正式成立。
文化大革命期间，政协组织被迫停止工作。1978年恢复。
2010年11月26日，国务院批复同意襄樊市更名为襄阳市。2010年12月9日上午，中国人民政治协商会议襄阳市委员会正式挂牌。

## 历届委员会
第一届
- 任期：1956年3月－1957年5月
- 主席：郭玉山
- 副主席：
- 秘书长：

第十四届
- 任期：2017年1月－
- 主席：岳兴平[4]
- 副主席：宋清龙（2018年10月22日辞任）、罗琼玖、曾玉平（2019年7月离任）、金保樊、丁曼珞、林芳立、李少平、尚瑾、尚显强（2020年1月6日当选）、金崇保（2020年1月6日当选）
- 秘书长：邹洪成 → 王明强（2020年1月6日当选）